# 伊索尔
伊索尔（法語：Issor，法語發音：[isɔʁ]）是法国大西洋比利牛斯省的一个市镇，属于奥洛龙-圣玛丽区。

## 地理
伊索尔（43°6'5"N, 0°39'42"W）面积23 平方千米，位于法国新阿基坦大区大西洋比利牛斯省，该省份为法国东南部省份，涵盖了贝阿恩与北巴斯克，西临大西洋比斯開灣，北至朗德省，东北接热尔省，东临上比利牛斯省，南与西班牙接壤。
与伊索尔接壤的市镇（或旧市镇、城区）包括：阿拉米茨、阿雷特、阿萨斯普-阿罗斯、卢尔迪奥斯-伊谢尔、萨朗斯。

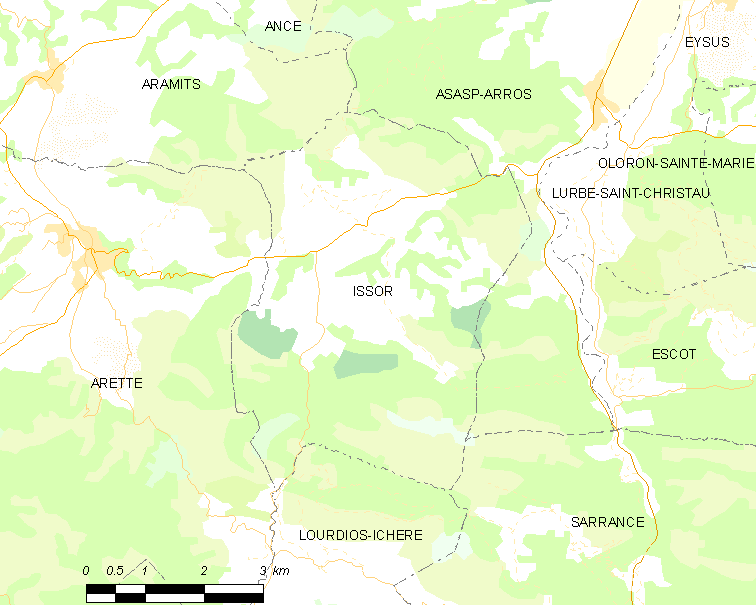
伊索尔的OSM定位图

伊索尔的时区为UTC+01:00、UTC+02:00（夏令时）。

## 行政
伊索尔的邮政编码为64570，INSEE市镇编码为64276。

## 政治
伊索尔所属的省级选区为奥洛龙-圣玛丽第一县。

## 人口

1962-2008年间伊索尔人口变化图示

伊索尔于2022年1月1日时的人口数量为248人。